# Fischesserita
La fischesserita és un mineral de la classe dels sulfurs. El seu nom fa honor a Raimond Pierre Jean Fischesser (1911-1991), mineralogista francès, Director de l'Escola Nacional de Mines, París, França. Fou descoberta el 1971 al dipòsit d'urani de Předbořice, prop de Krásna Hora, República Txeca. Fou descrita per Z. Johan, P. Picot, R. Pierrot i M. Kvaček.

## Característiques
La fischesserita és un mineral d'argent, or i seleni, amb fórmula Ag₃AuSe₂. Químicament és un selenur d'argent i or (I) de color blanc d'argent o rosa. La seva duresa a l'escala de Mohs és de 2, i la seva densitat és de 9,05 g/cm³. Cristal·litza en el sistema cúbic. La fischesserita és el primer selenur d'or descobert.
Segons la classificació de Nickel-Strunz, la fischesserita pertany a «02.BA: sulfurs metàl·lics amb proporció M:S > 1:1 (principalment 2:1) amb coure, argent i/o or» juntament amb els següents minerals: calcocita, djurleita, geerita, roxbyita, anilita, digenita, bornita, bellidoita, berzelianita, athabascaïta, umangita, rickardita, weissita, acantita, mckinstryita, stromeyerita, jalpaïta, selenojalpaïta, eucairita, aguilarita, naumannita, cervel·leïta, hessita, chenguodaita, henryita, stützita, argirodita, canfieldita, putzita, penzhinita, petrovskaïta, petzita, uytenbogaardtita, bezsmertnovita, bilibinskita i bogdanovita.

## Formació
El marc geològic del material tipus són filons carbonatats en dipòsits hidrotermals epitermals de metalls preciosos. Se n'ha trobat juntament amb naumannita, clausthalita, permingeatita, or, calcita i quars.